# Modern-orthodox jodendom

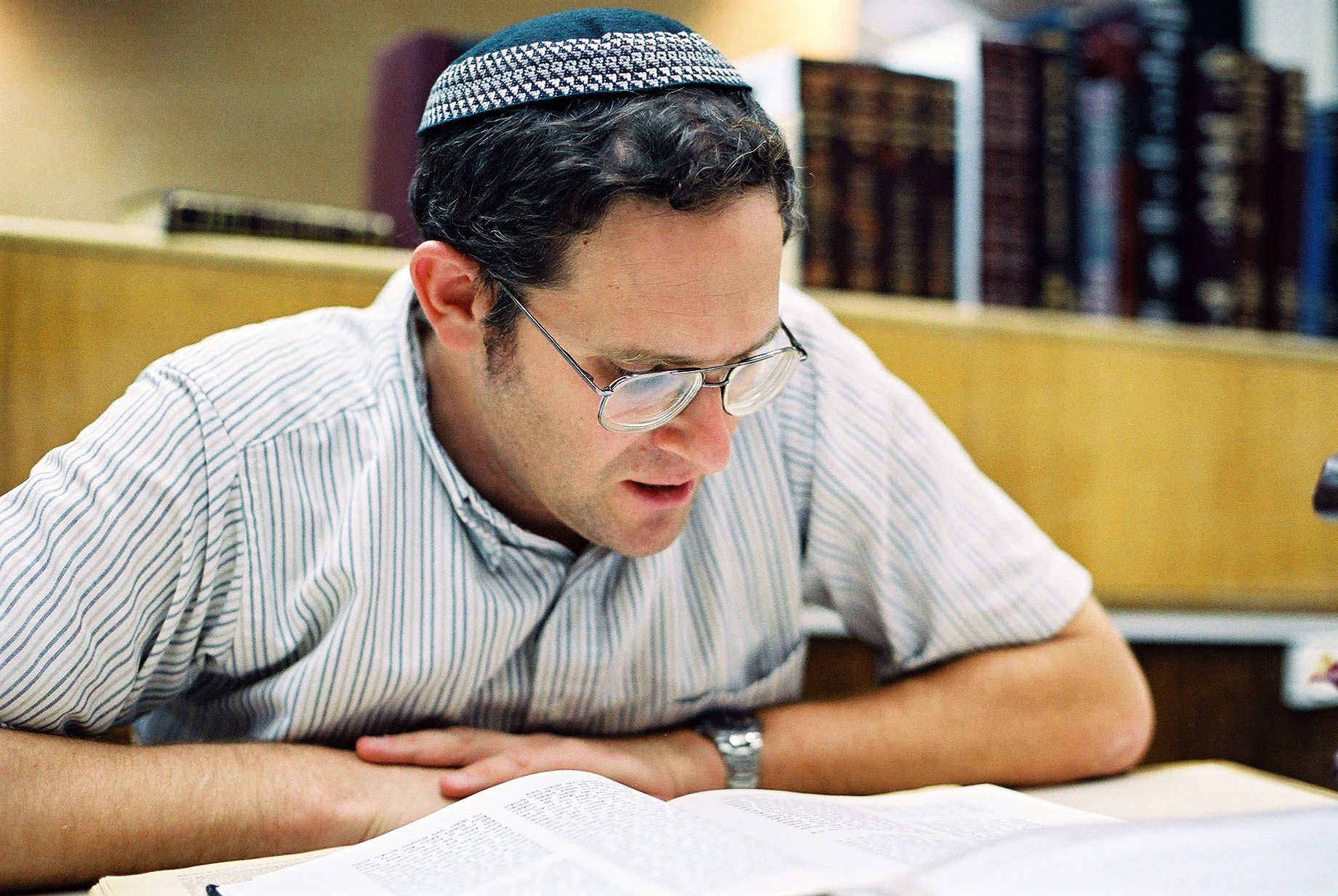
De modern-orthodoxe rabbijn Mosheh Lichtenstein

Het modern-orthodox jodendom (Hebreeuws: אורתודוקסיה מודרנית, Jahadut Ortodoxit Modernit) is een richting in het jodendom. Deze staat een aanpassing van het orthodoxe jodendom aan de moderne, seculiere maatschappij voor. Hierbij wil men geen veranderingen brengen in de orthodoxe wetgeving, de halacha, maar deze wel aanpassen aan de moderne norm. Het verschil met moderne vormen van het charedisch jodendom, de andere tak van het orthodoxe jodendom, zit in de ideologie van het aanpassen en het verbonden zijn met de moderne maatschappij.
In plaats van de nadruk op de zeer traditionele waarden in het jodendom, komt soms een nadruk op andere waarden, die eveneens bestaan in het jodendom, maar lange tijd niet zo centraal stonden. Deze waarden, zoals fysieke arbeid op het land in communes (in dit geval religieuze kibboetsen) of het centraal stellen van het land van Israël zaten aanvankelijk vaak dicht bij seculiere idealen van joden (en met name zionisten). Het modern-orthodoxe jodendom geeft deze echter een aparte, religieuze invulling. De meeste modern-orthodoxe joden zijn dan ook religieuze zionisten, en vice versa.
In tegenstelling tot charedische joden, kleden mannelijke modern-orthodoxe joden zich over het algemeen onopvallend, scheren mannen zich meestal, en bestaat de hoofdbedekking meestal uit een gekleurd en gehaakt keppeltje en hebben simpele kleren aan. Bij vrouwen zijn de verschillen minder visueel. Modern-orthodoxe joden studeren vaak aan seculiere onderwijsinstellingen (zoals universiteiten en hogescholen).